# Carl Schuch

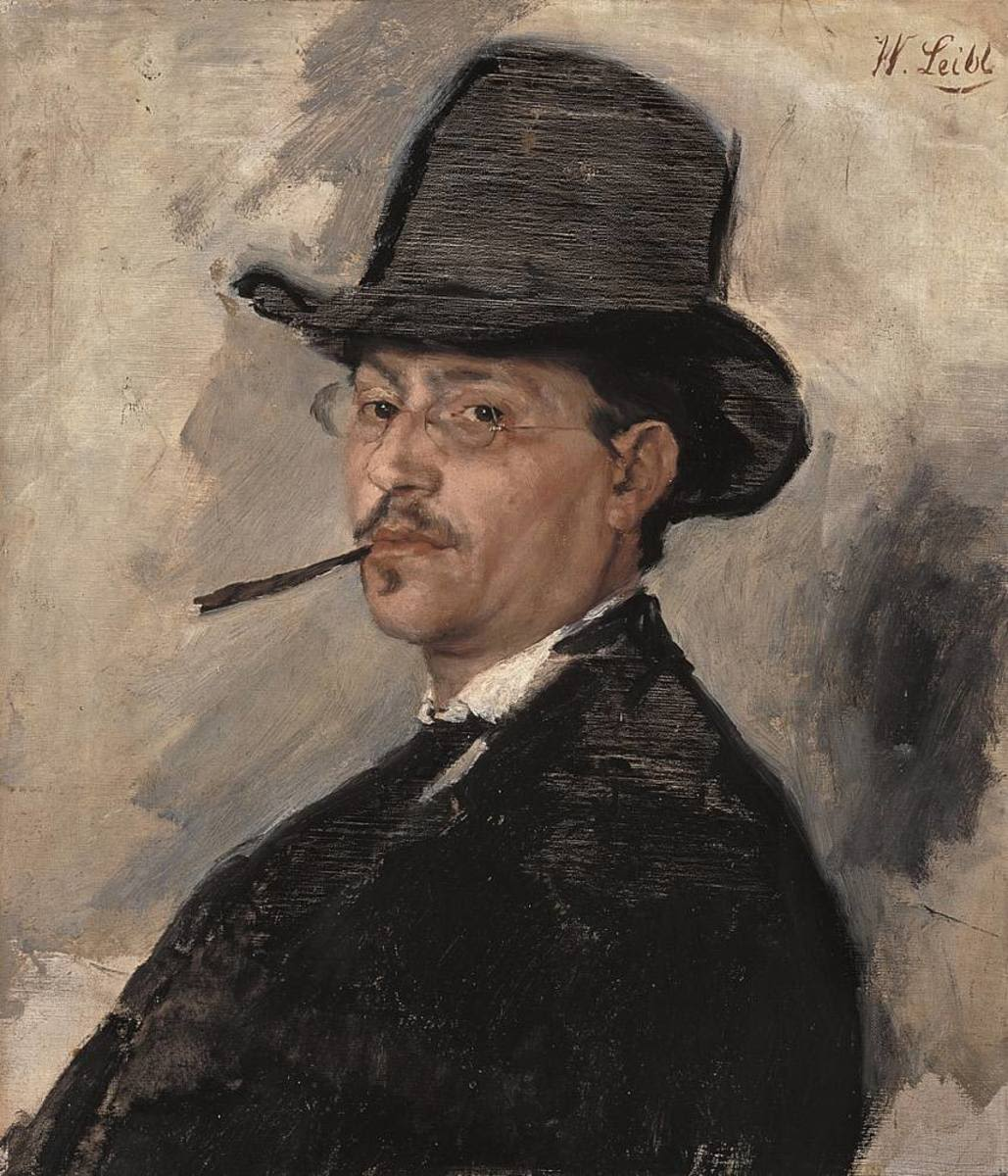
Der Maler Carl Schuch (Porträt von Wilhelm Leibl, 1876)

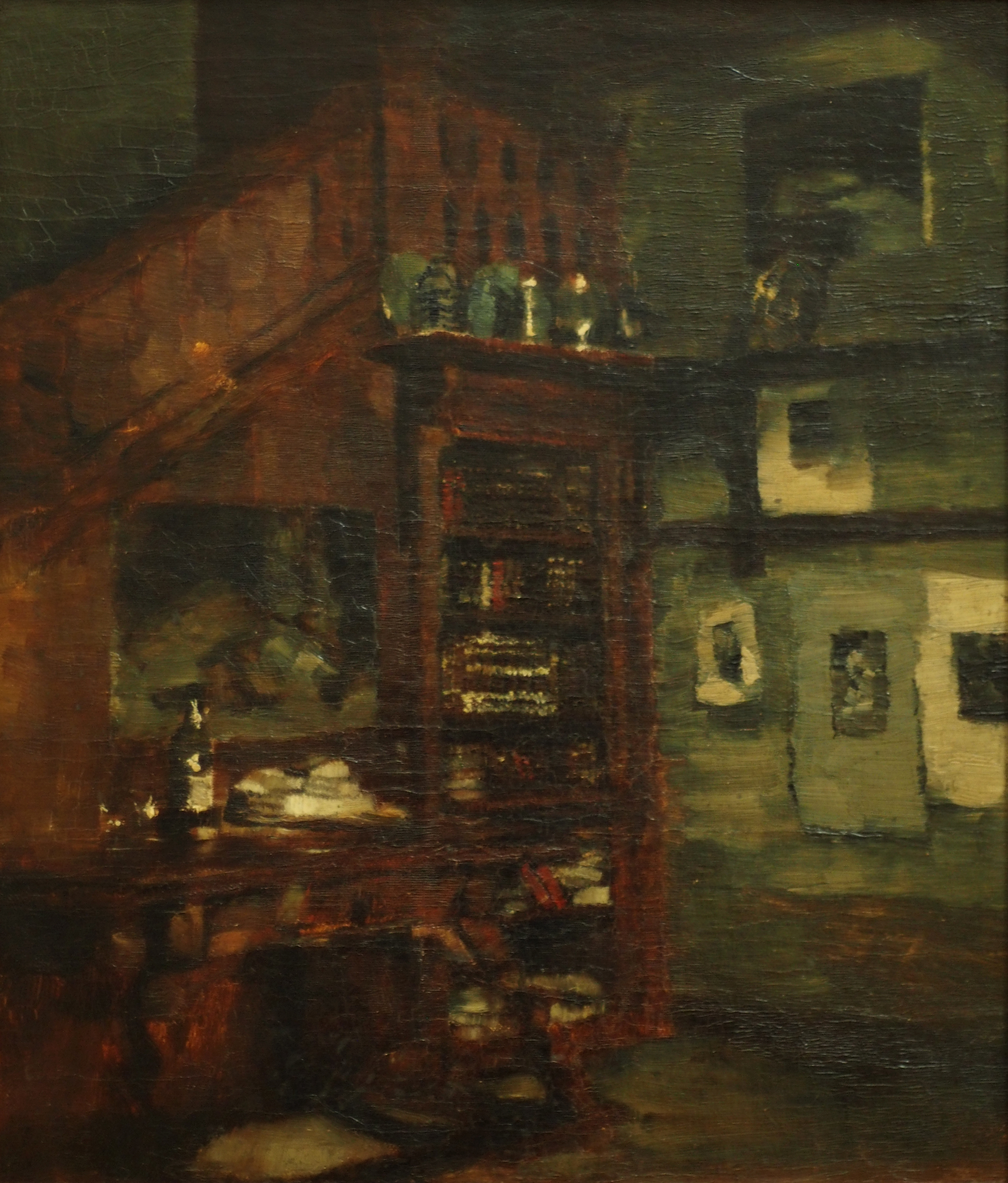
Das Atelier des Künstlers (1877)

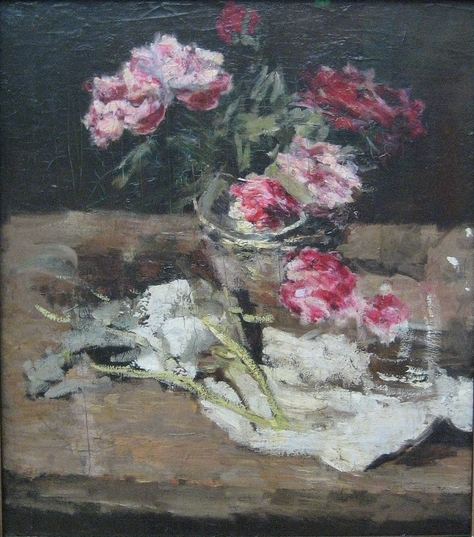
Päonien, um 1890

Carl (Charles) Eduard Schuch (* 30. September 1846 in Wien; † 13. September 1903 ebenda), geboren im Kaiserreich Österreich, vom Selbstverständnis her Europäer, steht als Maler am Übergang zur Wiener Moderne.

## Leben
Carl Schuch stammte aus einem begüterten Elternhaus; einer Erwerbstätigkeit nachzugehen hatte er zeitlebens nicht nötig. Sein Leben aber war geprägt von Tragik, seit früher Jugend überschattet von Krankheit und Tod. Auf den Verlust der Eltern (vermutlich infolge der Tuberkulose) folgte der Tod der einzigen Schwester Pauline († 1869): Ihr Tod trieb den Heranwachsenden auf Wanderschaft durch Europa, die er erst einstellte, als ihn die venerische Krankheit zu überwältigen begann, die seine Wiener Ärzte bereits im November 1880 diagnostiziert hatten. „Heimkehr! Wann ich einmal heimkehre fragst Du!“, schrieb Schuch einmal seinem Jugendfreund Julius Rettich. „Ich will in Wien nicht leben, weil ich dort nicht arbeiten kann. Im Vorbeifahren werde ich vielleicht hinkommen – dauernd dort bleiben, glaub' ich, das kann mir nur einfallen, wenn ich mich vernichtet und krank zum Sterben fühle – dann sucht ja jeder Bär seine Höhle, jeder Vogel sein Nest, jeder Hund seine Hütte – um zusammengerollt still und scheu zu verenden.“
Finanziell unabhängig und rastlos herumschweifend, ist Schuchs Biografie einstweilen nicht definitiv zu rekonstruieren. Zwar scheint er am 6. Oktober 1865 ein ordentliches Studium an der Kunstakademie in Wien aufgenommen zu haben, brach dieses aber wohl bald ab, um als Privatschüler mit dem auch vom Kaiserhaus geschätzten Landschafter Ludwig Halauska durch die Lande zu ziehen. Nach dem Tod der Schwester Pauline begab sich Schuch nach Unterach am Attersee, „um mit Halauska noch des Sommers Neige mit Studien hinzubringen – dann geh’ ich ganz fort auf lange, sehr lange Zeit.“ Anfang Dezember 1869 machte Schuch in Venedig die Bekanntschaft des malenden Architekturstudenten Albert Lang, mit dem er in den folgenden 12 Monaten (auf den Spuren Seumes und anderer) Italien bereiste; die politischen Wirren dieser Tage dürften eine baldige Abreise nahegelegt, zugleich aber auch verzögert haben. Von Sizilien aus gelangten Schuch und Lang via Neapel und Rom, in dessen Umgebung (Campagna, Olevano) sie längere Zeit aufgehalten wurden, nach Florenz. Dort trennten sich ihre Wege für kurze Zeit: Lang ging nach München; Schuch via Venedig nach Wien, machte sich aber bald wieder auf, um Lang in München wiederzusehen, der ihn mit seinem Corpsbruder Wilhelm Trübner bekannt machte. Im Frühjahr 1871 nahm das Trio Wohnsitz und Atelier im nahen Bernried, alsbald brach Schuch zu einer „Inspectionstour“ an den Ammersee auf und brachte von dort Wilhelm Leibl mit.
Der Kontakt mit Wilhelm Leibl ‚und seinem Kreis‘ gilt gemeinhin als das Ereignis, das Carl Schuchs weiteren Werdegang prägte, zumal Wilhelm Trübner in einer autobiografischen Notiz in dasselbe Horn blies. Ein Übriges taten die Schuch-Bildnisse von Rudolf Hirth du Frênes, Wilhelm Trübner und Leibl selbst. Manchem war und ist dies Beleg genug für eine der Reinen Malerei verschworene Clique. Zweifel an dieser Version sind freilich mehr als angebracht, denn Schuchs Itinerar ist lückenhaft. Schuch war zu Beginn seiner Karriere in Paris, das ist hinreichend belegt – nur wann? Fest steht soviel: Im März 1872 war Schuch in München, danach in Wien und im nahen Purkersdorf. Für den Herbst hatte er sich mit Trübner in Venedig verabredet; via Florenz reisten die beiden zur Überwinterung nach Rom. Während Trübner heimkehrte, begab sich Schuch im Mai 1873 kurzfristig nach Olevano Romano. Alarmiert von Edmund Kanoldt, die Serpentara, der den Deutsch-Römern heilige Eichenhain solle abgeholzt werden, übernahm Schuch ein Viertel der Kosten für den Ankauf zugunsten des deutschen Kaisers und Reichs.

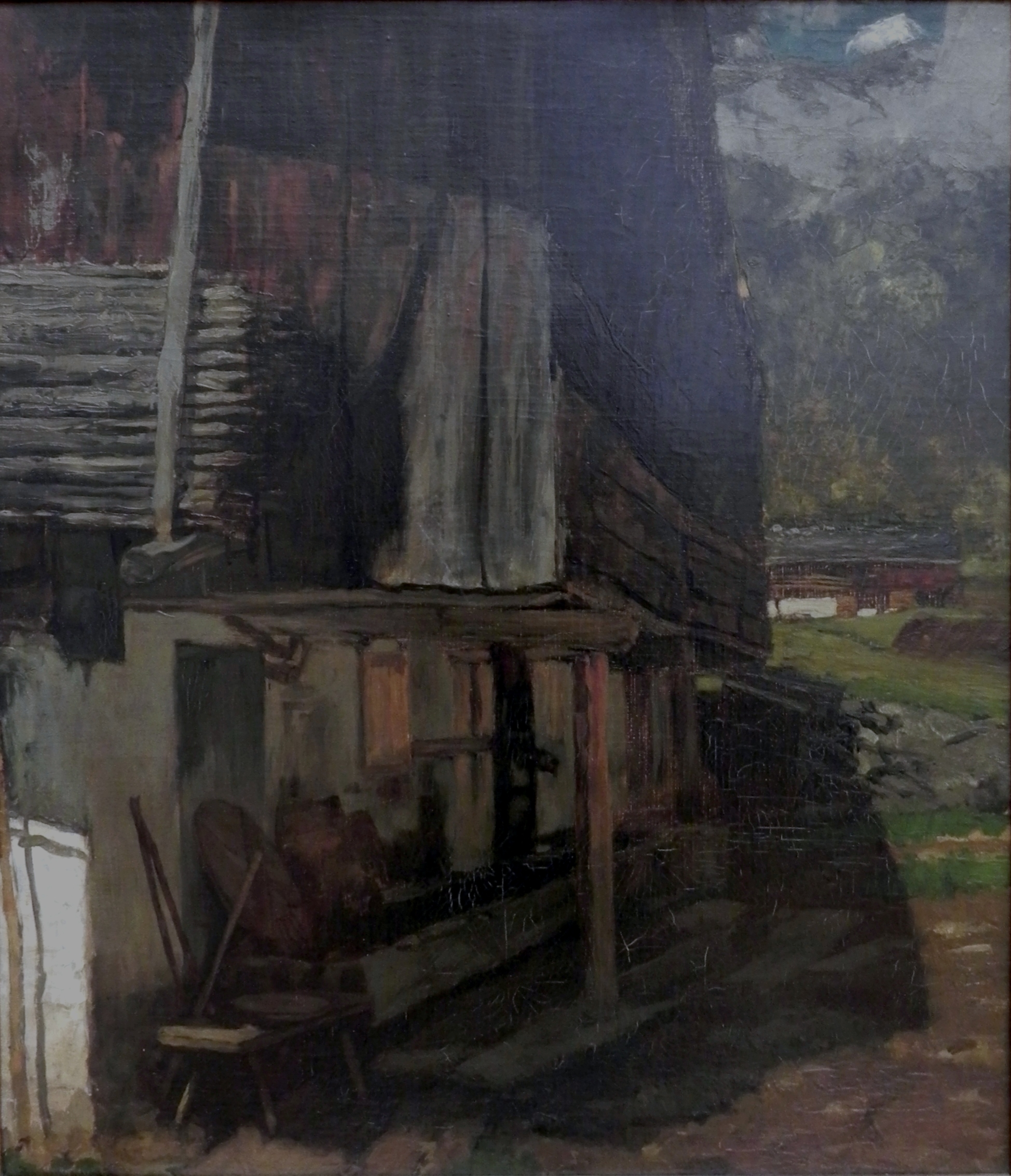
Bauernhaus am Hintersee (1882)

In der Sommerfrische am Hintersee in der Ramsau bei Berchtesgaden machte Schuch sodann die Bekanntschaft von Karl Hagemeister, seinem späteren Biografen. Gemeinsam besuchten sie im Herbst Wien und die dortige Weltausstellung, um dann via Dresden zur nächsten Überwinterung nach Brüssel zu eilen. Weihnachten 1873 verbrachten Schuch und Hagemeister in Amsterdam; ein zweiter Aufenthalt in Amsterdam – nun mit Trübner, der sich erst nach Neujahr in Brüssel einfand – folgte im März 1874. Dann kam wohl eine weitere „Inspectionstour“, die Schuch und Trübner via Harz, Rügen und Bayerischen Wald nach Herrenchiemsee führte. Im Oktober hatte sich Trübner als Einjährig-Freiwilliger in Karlsruhe einzufinden und verabredete mit Schuch die Überwinterung 1875/1876 in München; was Schuch in diesen zwölf Monaten tat, scheint nur soweit klar, als er im Herbst 1875 offenbar aus Olevano(!) zurückkehrte und im Frühjahr 1876 mit Trübner zuerst nach Weßling, dann nochmals nach Bernried am Starnberger See ging.

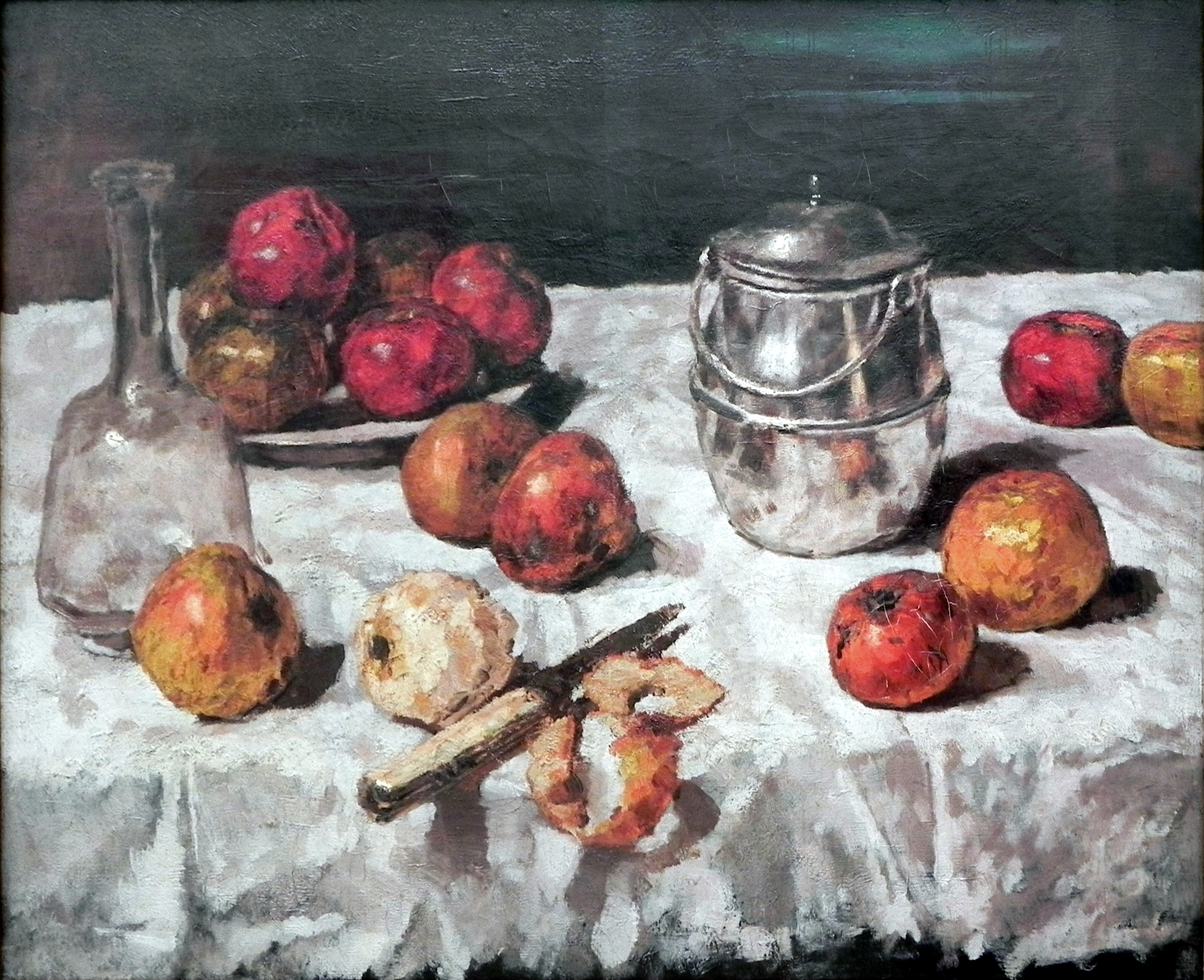
Stillleben mit Äpfeln (1887)

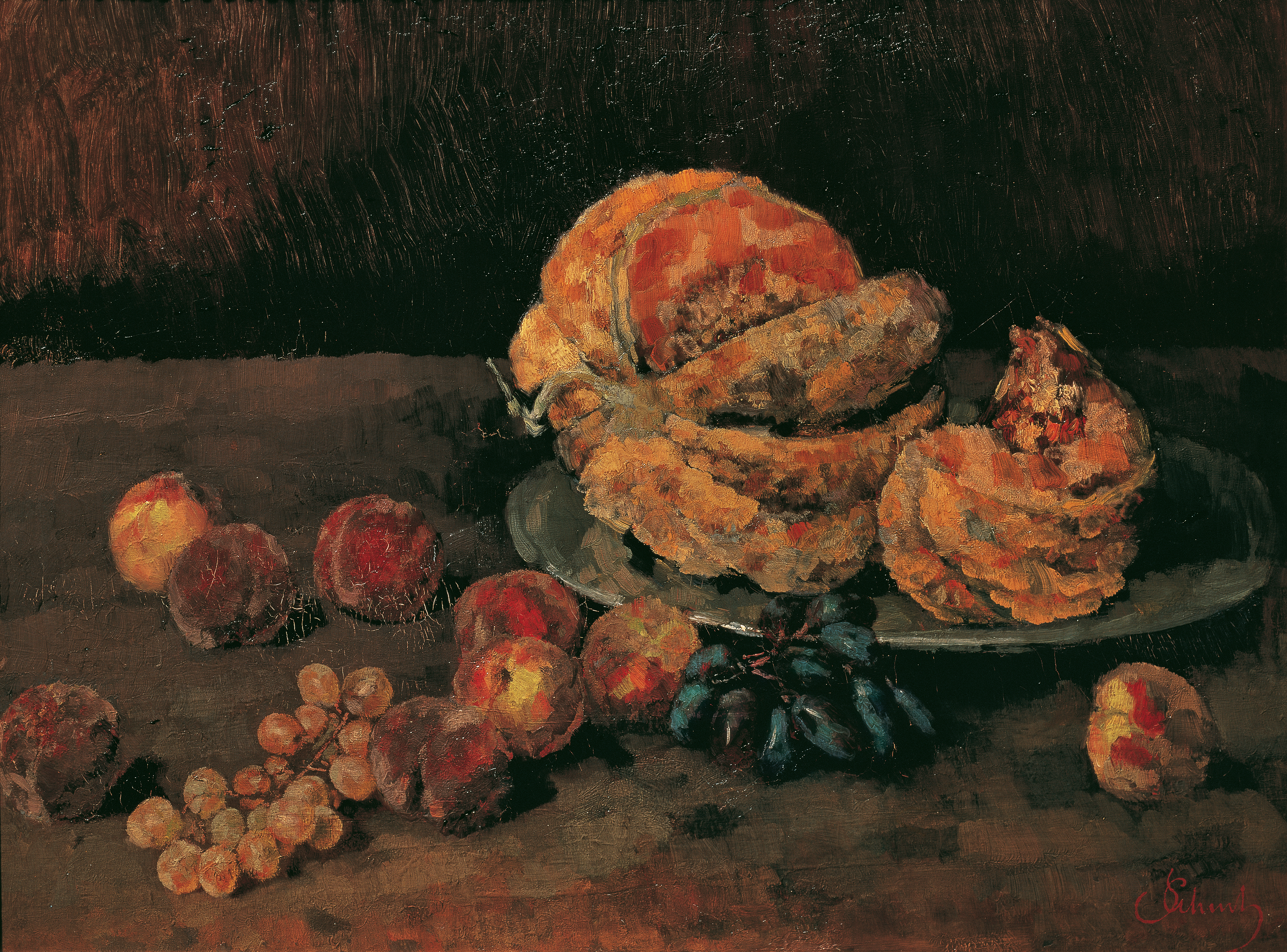
Stillleben mit Kürbis, Pfirsich und Weintrauben, 1884, Belvedere, Wien

Dann hatte Schuchs Wanderleben insofern ein Ende, als er für die Wintermonate festes Quartier nahm, von dem aus er den Rest des Jahres agierte. Von 1876 bis 1882 war Schuch demnach in Venedig ansässig. Die Sommer hingegen verbrachte er weiter mal hier, mal dort: 1877 am Pragser Wildsee im Pustertal, 1878 in Ferch am Schwielowsee, 1879 auf Wanderschaft zwischen dem Fassatal und Laibach, 1880 in Kähnsdorf am Großen Seddiner See, 1881 nochmals in Ferch. Im Frühjahr 1882 löste Schuch sein Venezianisches Atelier auf, verbrachte den Sommer (und ebenso den folgenden) am Hintersee. Doch stand fest, dass er die Winter künftig in Paris verbringen würde. Von 1882 bis 1894 hielt er sich in Paris auf. In dieser Zeit beschäftigte er sich eingehend mit der Gattung Stillleben. Er wurde geprägt von den Arbeiten von Gustave Courbet. Es entstanden eine Reihe von Apfelstillleben. Unter anderem auch nebenstehendes Bild aus dem Niedersächsischen Landesmuseum, Hannover. Erst nach der Eröffnung und eingehendem Studium des jährlichen Salon machte er sich seither auf zur Sommerkampagne: 1884 und 1885 in Scheveningen, seither in La Chaux-de-Fonds nahe dem Saut du Doubs. Sieben Sommer habe sie dort mit Carl Schuch verbracht, notierte Louise Lami, seine spätere Gattin; andernorts nannte sie den Zeitraum 1888 bis 1893.

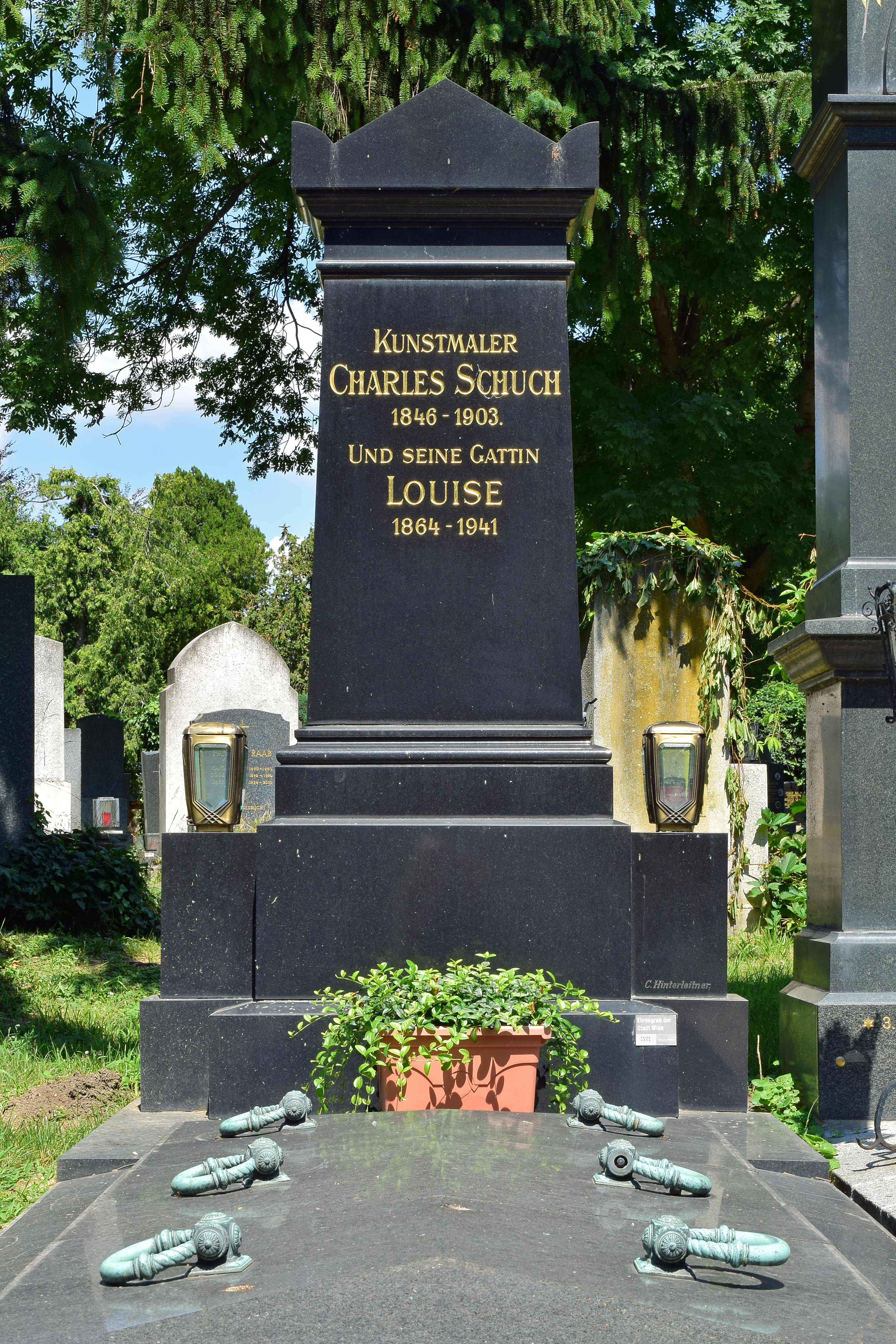
Ehrenhalber gewidmetes Grab auf dem Wiener Zentralfriedhof

1893 bewirkte Schuchs Zustand eine Reihe von Kuraufenthalten. 1894 übersiedelte er im Frühjahr nach Wien, heiratete dort im Herbst Louise Lami und verfasste sein Testament. Alles weitere Kuren half wenig. Ende Februar 1897 wurde er erstmals in die Privatheilanstalt für Gemüthskranke des Dr. Wilhelm Svetlin verbracht, im Juni zwar wieder entlassen, 1898 folgte jedoch die endgültige Einweisung. Dort darbte Carl Schuch noch einige Jahre. Er starb am 13. September 1903, knapp 57 Jahre alt. Das Totenbeschauprotokoll der Stadt Wien vermerkt als Todesursache „paralytischer Blödsinn“.
Schuch wurde in einem ehrenhalber gewidmeten Grab auf dem Wiener Zentralfriedhof (Gruppe 41 F, Reihe G1, Nr. 11) bestattet.

## Leistung
Carl Schuch ist einer der bedeutendsten österreichischen Maler des Realismus, dessen Werk in die Moderne weist. Er malte in erster Linie Stillleben, daneben aber auch Landschaften und Porträts. Stilmäßig vereint er Merkmale der Wiener Geschmackskultur mit Gustave Courbet und Wilhelm Leibl.

## Werke

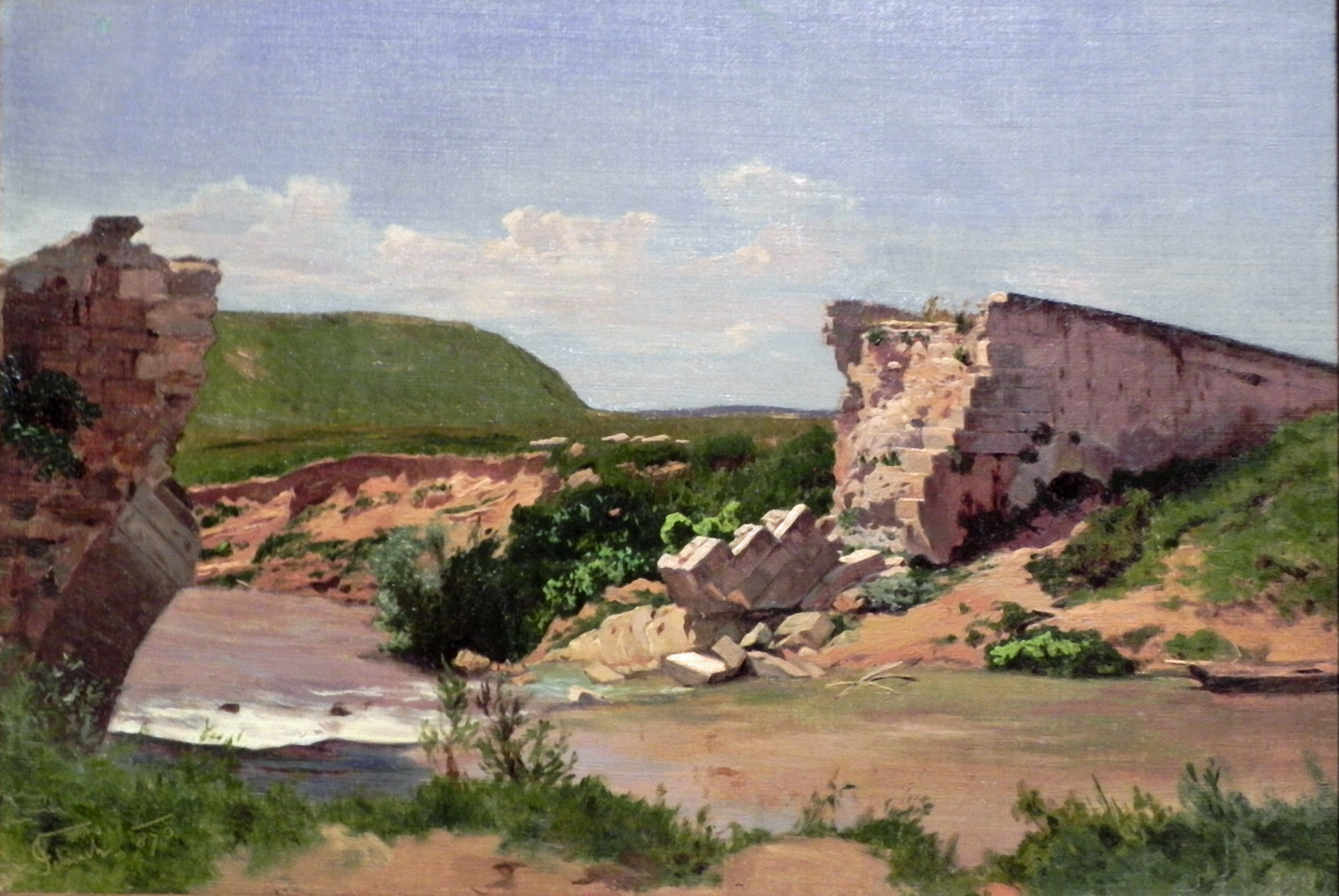
Landschaft mit Brückenruine (1870)

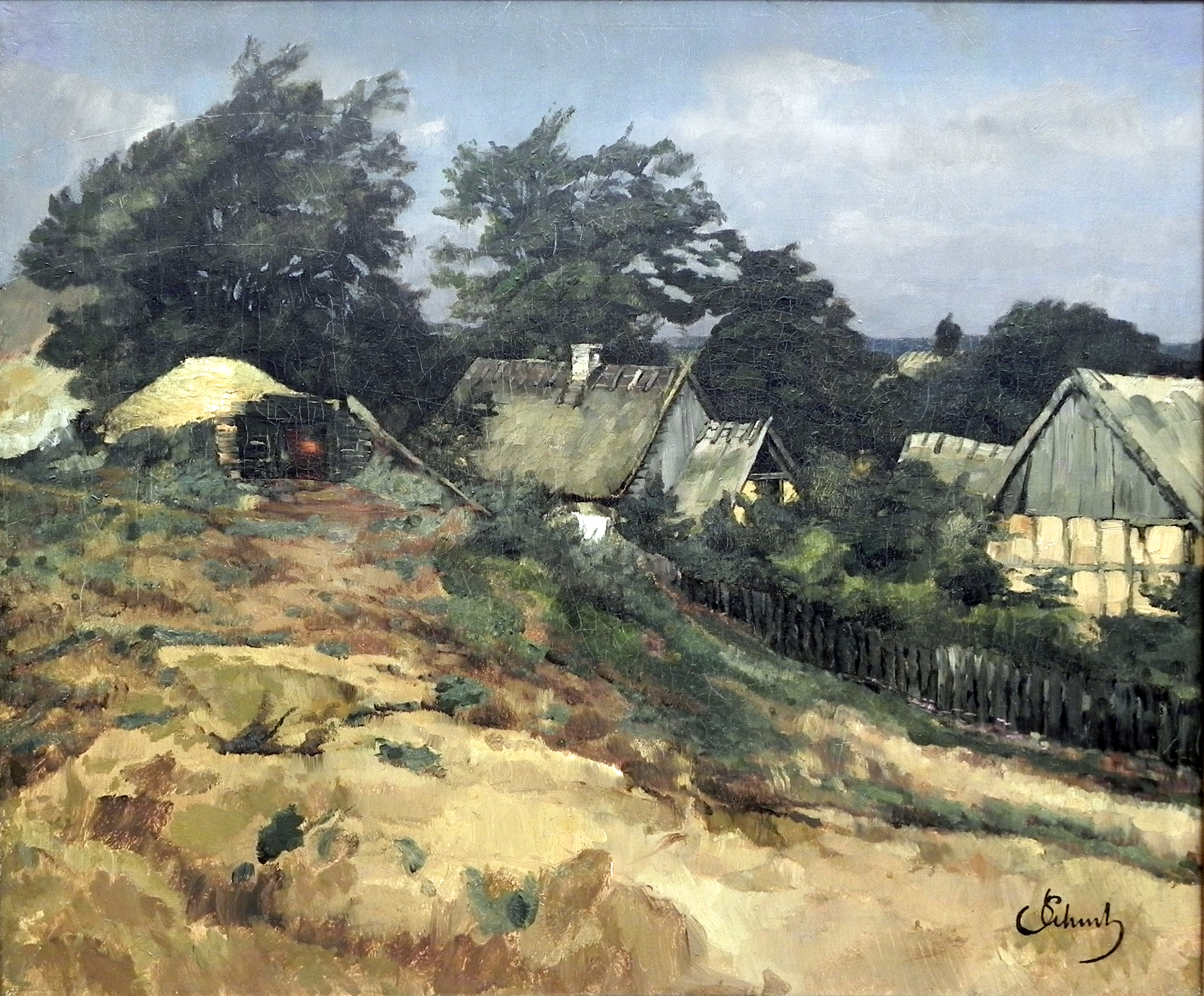
Häuser in Ferch am Schwielow-See (ca. 1878–1881)

- Landschaft mit Brückenruine Niedersächsisches Landesmuseum Hannover, Kat.-Nr. 107, 1870
- Pferd und Maultier (Wuppertal, Von der Heydt-Museum, Inv. Nr. 0068), um 1875, Öl auf Leinwand, 49,5 × 75 cm
- Selbstporträt (Wien, Belvedere, Inv. Nr. 1360), um 1875–1876, Öl auf Leinwand, 56 × 46 cm
- Stilleben mit Äpfeln, Weinglas und Zinnkrug (München, Neue Pinakothek, Inv. Nr. 8563), um 1876, Öl auf Leinwand, 69,2 × 92 cm
- Großes Küchenstilleben (Wien, Belvedere, Inv. Nr. 1095), 1879, Öl auf Leinwand, 160 × 183 cm
- Am Seddiner See bei Kähnsdorf (Greifswald, Pommersches Landesmuseum), wahrscheinlich 1880, Öl auf Leinwand, 60,5 × 82 cm
- Stilleben mit Wildente und Jagdtasche I (Wien, Belvedere, Inv. Nr. 5525), 1881, Öl auf Leinwand, 53,5 × 79 cm
- Stilleben mit Kürbis, Pfirsich und Weintrauben (Wien, Belvedere, Inv. Nr. 1358), um 1884, Öl auf Leinwand, 62 × 81 cm
- Rosen, Keksteller und Orange, (Suermondt-Ludwig-Museum, Aachen), Öl auf Leinwand, 51 × 61 cm
- Der Rhododendronkorb (Dresden, Galerie Neue Meister), 1885/86
- Waldinneres bei Saut du Doubs (Wien, Belvedere, Inv. Nr. 1096), um 1887, Öl auf Leinwand, 150 × 200 cm
- Päonien (München, Neue Pinakothek, Inv. Nr. 8599), um 1890, Öl auf Leinwand, 63,3 × 56,1 cm